# Wilczek
Wilczek (ang. Teen Wolf, 1986–1987) – amerykańsko-australijski serial animowany oparty na podstawie filmu z 1985 roku pod tytułem Nastoletni wilkołak (Teen Wolf). Zawiera 2 serie. Liczy 21 odcinków. 

## Fabuła
Stiles, Boof i rodzina Scotta są jedynymi osobami które wiedzą o "tajemnicy" Scotta, który próbuje ukryć fakt, iż jest wilkołakiem.

## Obsada (głosy)
- Townsend Coleman jako Scott Howard (Wilczek)
- Don Most jako Stiles
- Mona Marshall jako Terrmon
- Will Ryan jako Chubs
- Craig Sheffer jako Mick McAllister
- Frank Welker jako Ray Slmer

## Wersja polska
W Polsce serial emitowany był z dubbingiem od 24 listopada 1995 do 19 kwietnia 1996 na kanale TVP2.

### Dubbing
Wersja polska: TELEWIZYJNE STUDIA DŹWIĘKU – WARSZAWA

Reżyseria: Dorota Kawęcka

Wystąpili:
- Piotr Adamczyk – Scott Howard

## Spis odcinków
| N/o            | Polski tytuł                                      | Angielski tytuł                     |
| -------------- | ------------------------------------------------- | ----------------------------------- |
|                |                                                   |                                     |
| SERIA PIERWSZA |                                                   |                                     |
|                |                                                   |                                     |
| 01             | Album rodzinny                                    | Teen Wolf’s Family Secret           |
|                |                                                   |                                     |
| 02             | Dziadek w psiarni / Dziadek w schronisku dla psów | Grandpa’s in the Doghouse           |
|                |                                                   |                                     |
| 03             | Łowca wilkołaków                                  | The Werewolf Buster                 |
|                |                                                   |                                     |
| 04             | Wilcze interesy / Wilczy interes                  | Shopworn Wolf                       |
|                |                                                   |                                     |
| 05             | Księżycowa skała                                  | The Beast Within                    |
|                |                                                   |                                     |
| 06             | Rodzinny zjad / Zjazd rodzinny                    | Up a Family Tree                    |
|                |                                                   |                                     |
| 07             | W świecie filmu / Film                            | Wolf Pride                          |
|                |                                                   |                                     |
| 08             | Wymarzona wilczyca                                | Wolf of my Dreams                   |
|                |                                                   |                                     |
| 09             | Szef paczki                                       | Leader of the Pack                  |
|                |                                                   |                                     |
| 10             | Dotknięcie Zazu                                   | The Curse of the Red Paw            |
|                |                                                   |                                     |
| 11             | Idealna amerykańska rodzina                       | The All-American Werewolf           |
|                |                                                   |                                     |
| 12             | Pod urokiem                                       | Under My Spell                      |
|                |                                                   |                                     |
| 13             | Punk                                              | Teen Wolf Punks Out                 |
|                |                                                   |                                     |
| SERIA DRUGA    |                                                   |                                     |
|                |                                                   |                                     |
| 14             |                                                   | Teen Wolf’s Curse                   |
|                |                                                   |                                     |
| 15             | Być wilkołakiem to nie bułka z masłem             | It’s No Picnic Being Teen Wolf      |
|                |                                                   |                                     |
| 16             | Ja mój wuj i tata razem pępkiem świata            | Toot Toot, Tut Tut and All That Rot |
|                |                                                   |                                     |
| 17             | Na farmie                                         | Down on the Farm                    |
|                |                                                   |                                     |
| 18             | Skradziony posąg                                  | Diary of Mad Werewolf               |
|                |                                                   |                                     |
| 19             | Powrót do domu                                    | Teen Wolf Come Home                 |
|                |                                                   |                                     |
| 20             | U progu kariery                                   | Scott and the Howlers               |
|                |                                                   |                                     |
| 21             | Daleki kuzyn                                      | Howlin’ Cousins                     |
|                |                                                   |                                     |